# خوسيه لويس مينديليبار
خوسيه لويس مينديليبار (بالإسبانية :José Luis Mendilibar؛ مواليد 14 مارس 1961) هو لاعب كرة قدم إسباني سابق، كان يلعب في كلاعب خط وسط، وهو المدير الفني الحالي لنادي أولمبياكوس اليوناني.

## وصلات خارجية
- خوسيه لويس مينديليبار على موقع قاعدة بيانات كرة القدم.إي يو (الإنجليزية)
- خوسيه لويس مينديليبار على موقع عالم كرة القدم.نت (الإنجليزية)
- قالب:Athletic Bilbao profile
- Athletic Bilbao manager profile نسخة محفوظة 30 سبتمبر 2018 على موقع واي باك مشين.